# Campo Bonito
Campo Bonito is een gemeente in de Braziliaanse deelstaat Paraná. De gemeente telt 4.385 inwoners (schatting 2009).

## Aangrenzende gemeenten
De gemeente grenst aan Braganey, Campina da Lagoa, Cascavel, Guaraniaçu en Ibema.